# Xanthorhoe latissima
Xanthorhoe latissima là một loài bướm đêm trong họ Geometridae.